# Liste der Vizegouverneure von Tennessee

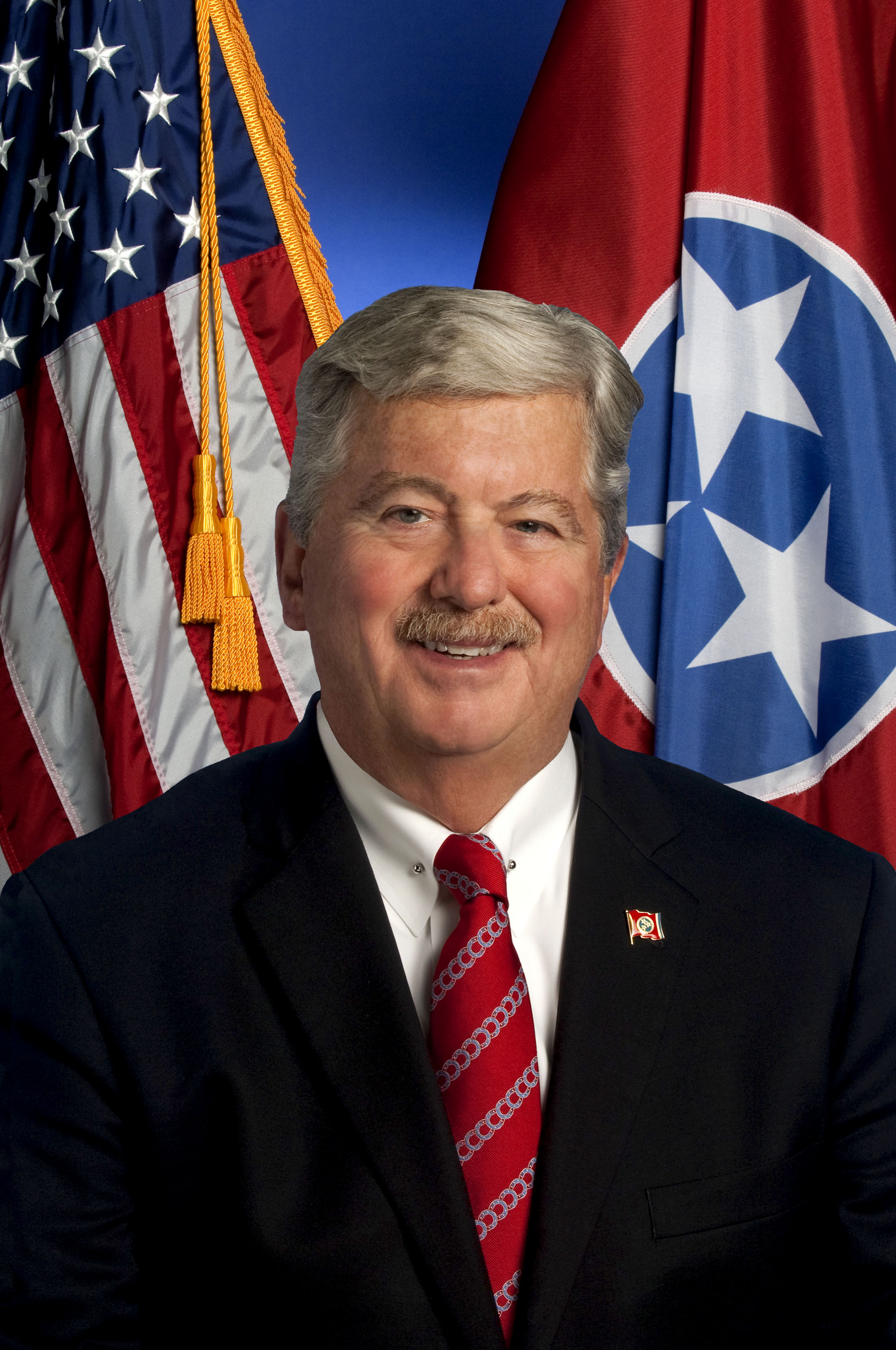
Randy McNally, derzeitiger Vizegouverneur von Tennessee

Diese Liste führt alle Vizegouverneurs (offiziell: Lieutenant Governor and Speaker of the Senate) im US-Bundesstaat Tennessee seit der Staatsverfassung von 1870. Der Titel des Vizegouverneurs gibt es offiziell erst seit 1951. Jedoch ist der Sprecher des Staatssenats seit der Staatsgründung 1796 der designierte Nachfolger des Gouverneurs. 
| Name                     | Amtszeit  | Partei       |
| ------------------------ | --------- | ------------ |
| Dorsey B. Thomas         | 1869–1871 | Demokrat     |
| John Crawford Vaughn     | 1871–1873 | Demokrat     |
| Alfred T. Lacey          | 1873–1875 | Demokrat     |
| Thomas H. Paine          | 1875–1877 | Demokrat     |
| Hugh Montgomery McAdoo   | 1877–1879 | Demokrat     |
| John Randolph Neal       | 1879–1881 | Demokrat     |
| George Hampton Morgan    | 1881–1883 | Demokrat     |
| Benjamin F. Alexander    | 1883–1885 | Demokrat     |
| Cabell Rives Berry       | 1885–1887 | Demokrat     |
| Zwingle Whitefield Ewing | 1887–1889 | Demokrat     |
| Benjamin J. Lea          | 1889–1891 | Demokrat     |
| William C. Dismukes      | 1891–1895 | Demokrat     |
| Ernest Pillow            | 1895–1897 | Demokrat     |
| John Thompson            | 1897–1899 | Demokrat     |
| Seid Waddell             | 1899–1901 | Demokrat     |
| Newton Harris White      | 1901–1903 | Demokrat     |
| Edward T. Seay           | 1903–1905 | Demokrat     |
| John Isaac Cox           | 1905      | Demokrat     |
| Ernest Rice              | 1905–1907 | Demokrat     |
| Elijah G. Tollett        | 1907–1909 | Demokrat     |
| William R. Kinney        | 1909–1911 | Demokrat     |
| Nathaniel Baxter Jr.     | 1911–1913 | Demokrat     |
| Newton Harris White      | 1913–1915 | Demokrat     |
| Hugh Crump Anderson      | 1915      | Demokrat     |
| Albert Ewing Hill        | 1915–1917 | Demokrat     |
| William Riley Crabtree   | 1917–1919 | Demokrat     |
| Andrew Lee Todd          | 1919–1921 | Demokrat     |
| William West Bond        | 1921–1923 | Demokrat     |
| Eugene J. Bryan          | 1923–1925 | Demokrat     |
| Lucius D. Hill           | 1925–1927 | Demokrat     |
| Henry Hollis Horton      | 1927      | Demokrat     |
| Sam R. Bratton           | 1929–1931 | Demokrat     |
| Scott Preston Fitzhugh   | 1931      | Demokrat     |
| Ambrose Byron Broadbent  | 1931–1933 | Demokrat     |
| Albert F. Officer        | 1933–1935 | Demokrat     |
| William Preston Moss     | 1935–1936 | Demokrat     |
| Byron Pope               | 1937–1939 | Demokrat     |
| Blan R. Maxwell          | 1939–1943 | Demokrat     |
| Joseph H. Ballew         | 1943–1945 | Demokrat     |
| Larry Morgan             | 1945–1947 | Demokrat     |
| George Oliver Benton     | 1947–1949 | Demokrat     |
| Walter M. Haynes         | 1949–1953 | Demokrat     |
| John Jared Maddux        | 1953–1959 | Demokrat     |
| William D. Baird         | 1959–1962 | Demokrat     |
| James L. Bomar           | 1963–1965 | Demokrat     |
| John Jared Maddux        | 1965–1967 | Demokrat     |
| Frank Cheatham Gorrell   | 1967–1971 | Demokrat     |
| John Shelton Wilder      | 1971–2007 | Demokrat     |
| Ronald Lynn Ramsey       | 2007–2016 | Republikaner |
| James Rand McNally       | seit 2017 | Republikaner |